# Железняк Ярослав Іванович
Ярослав Іванович Железняк (нар. 20 жовтня 1989, місто Маріуполь Донецької області) — український економіст, із 2017 року — радник прем'єр-міністра Володимира Гройсмана з парламентських відносин, викладач Київської школи економіки. Народний депутат України IX скликання від партії «Голос».

## Біографія
Ярослав Железняк народився 20 жовтня 1989 року в Маріуполі Донецької області. Проживає в місті Києві.
У 2009 році навчався в Інституті права Верховної Ради України.
2013 року закінчив Інститут міжнародних відносин Київського національного університету імені Тараса Шевченка. Спеціальність «Міжнародний бізнес», магістр.
З 2010 по 2014 рік працював старшим радником з питань уряду в російській компанії Kesarev Consulting.
З 2014 по 2015 рік— радник з питань уряду в компанії Anheuser-Busch Inbev.
Викладає у Київській школі економіки, є керівником ГО «Агенція інноваційної демократії» та співзасновником проекту PolitEyes.

## Політична діяльність
У 8 скликанні Верховної Ради був помічником-консультантом на громадських засадах народного депутата від «Самопомочі» Вікторії Пташник, у 6 скликанні виконував аналогічну роль в нардепа від Партії Регіонів Олексія Плотнікова.
З 2015 року працював радником з питань уряду та парламентських відносин міністра економічного розвитку і торгівлі України Айвараса Абромавічуса.
З 2016 року— радник у складі стратегічної консультативної групи з підтримки реформ в Україні (SAGSUR), а з 2017-го — радник прем'єр-міністра з парламентських відносин.
У 2019 році переміг на парламентських виборах від партії «Голос» (№ 4 у списку). Керівник відділу законотворчої роботи партії «Голос».
Виконує обов'язки:
- Заступника голови депутатської фракції партії «Голос»[7].

- Першого заступника голови Комітету Верховної Ради України з питань фінансів, податкової та митної політики[8];
- Заступника голови Тимчасової спеціальної комісії Верховної Ради України з питань захисту прав інвесторів;
- Члена Виконавчого комітету Національної парламентської групи в Міжпарламентському Союзі;
- Співголови групи з міжпарламентських зв'язків з Японією;
- Співголови групи з міжпарламентських зв'язків з Австралією;
- Заступника співголови групи з міжпарламентських зв'язків з Республікою Чилі;
- Члена групи з міжпарламентських зв'язків з Китайською Народною Республікою;
- Члена групи з міжпарламентських зв'язків з Турецькою Республікою;
- Члена групи з міжпарламентських зв'язків з Сполученим Королівством Великої Британії та Північної Ірландії;
- Члена групи з міжпарламентських зв'язків з Республікою Сінгапур.

## Фінансовий стан і статки
Згідно із декларацією, за 2020 рік Железняк окрім депутатської зарплати (460,5 тис. грн), отримав ще 621 тис. грн доходу від відчуження рухомого майна. Депутат має гроші на рахунках та — спільно із дружиною Антуанетою — готівкою (121,8 тис. доларів та понад 2 млн грн). Політик має автомобіль Tesla Model S 2014 року випуску, а його дружина — Jaguar I-PACE 2020 року. Антуанета Железняк також володіє двома житловими будинками і земельними ділянками в Києві та Білій Церкві. Дружина народного депутата отримала 431,7 тис. грн доходу від підприємницької діяльності.